# Abraham Cheroben
Abraham Cheroben, född 11 oktober 1992, är en bahrainsk långdistanslöpare.
Cheroben tävlade för Bahrain vid olympiska sommarspelen 2016 i Rio de Janeiro, där han slutade på 10:e plats på 10 000 meter.